# 木村毬乃
木村 毬乃（きむら まりの、1993年3月1日 - ）は、日本の元フェンシング選手、モチベーショナルスピーカー。滋賀県大津市出身。フェンシング女子サーブル元日本代表。

## 経歴
父母や叔父、叔母もフェンシング競技をしているフェンシング一家に生まれる。
幼少期よりフェンシングに興味を抱き、滋賀県立石山高等学校に進学後、フェンシングを本格的に開始した。高校2年時にジュニアオリンピック大会で優勝。高校3年時のインターハイで準優勝という結果を残す。また、高校在学時に当時としては最年少での日本代表入りを果たしている。
その後、法政大学に進学。大学2年の時、膝の前十字靱帯を断裂する大怪我を負うが、リハビリの甲斐もあり選手として無事復帰。大学4年のインターカレッジ（全日本学生フェンシング選手権）では個人戦、団体戦共に優勝を果たした。
大学卒業後はアスリート社員として活動。
2018年2月に株式会社スポーツプラスを退社。同年3月よりなとりに所属。
2021年夏よりフリーとして活動。
選手活動と並行して、全国各地の小中高の学校を訪問してのスピーチや授業などにも意欲的に取り組んでいる。
2024年7月7日、引退を表明。以降、モチベーショナルスピーカーとして全国各地で講演を実施している。
2024年12月21日、ウカルちゃんアリーナ（滋賀県立体育館）で行われた「第77回全日本フェンシング選手権大会」団体戦が現役引退試合となった。
CPIプロテインのサポートアスリートでもある。

## 主な大会
- 2009年 - ジュニアオリンピック大会 女子サーブル優勝
- 2010年 - 全国高等学校総合体育大会 準優勝
- 2011年 - ワールドカップ 出場
- 2014年 - 全日本学生選手権 個人女子サーブル優勝・団体女子サーブル優勝
- 2015年 - U-23 アジア大会 団体女子サーブル準優勝
- 2016年 - 全日本選手権 個人女子サーブル8位[32]
- 2017年 - ワールドカップ出場、全日本選手権3位
- 2018年 - 国内ランキング戦 準優勝
- 2019年 - ワールドカップ出場[33]
- 2020年 - ワールドカップ出場
- 2021年 - ワールドカップ出場
- 2022年 - ワールドカップ出場
- 2023年 - ワールドカップ出場[34]
- 2024年 - ワールドカップ出場、全日本フェンシング選手権大会 団体戦出場[35]

## 出演

### テレビ
- ニュースウオッチ9（2021年1月22日、NHK総合）[36]
- 金曜オモロしが（2023年2月17日・2024年12月6日、びわ湖放送）
- おうみ発630（2023年7月20日、NHK大津放送局）[37][38]
- まるっと!みえ（2024年11月1日、NHK大津放送局）[39]
- 輝け!湖国のアスリート（2024年12月25日、びわ湖放送）

### ラジオ
- やばむっちゃ楽しいカワサキシティー（2024年12月11日、かわさきFM）
- ウィンディーズマニア！シャバダバ！このみさんに聴いてもらいたいマニアたち（2025年1月14日、市川うららFM）
- おーたPの部屋（2025年5月1日、渋谷クロスFM）
- Groovin'（2025年5月21日、むさしのFM

### MUSIC VIDEO
- KZ&コーラ「Kick In The Back」
- 飯島アツシ「Everyone's Love」

## 著書
- 『自由人生のすすめ: A hint for living your own way』（Kindle版）